# Glasklart
Glasklart var ett svenskt frågesportsprogram som sändes 2008 i Sveriges Television med Ola Lindholm som programledare. Sex deltagare tävlade tills det bara var en kvar som då hade chans att vinna pengar. Till sin hjälp hade deltagarna 20 personer inom ett specifikt yrke som hade facit i hand men kunde bara ge svaren genom charader i en ljudisolerad glaskub.

## Spelregler

### Omgång 1 - Kvalet
De sex deltagarna får ett ämne på kuben (exempelvis ”ett tv-program”). Kuben öppnas och personen inuti visar svaret via charader. Den person som först tror att han/hon kan svaret trycker på sin knapp och svarar. Blir det rätt går han/hon vidare i programmet, men blir det fel får deltagaren sätta sig i publiken. De tre första som får rätt går vidare till omgång 2.

### Omgång 2: Trekampen
Tre kvarvarande deltagare tävlar en och en åt gången och får svara på frågor ställda av programledaren. Han/hon som tävlar väljer ett av två ämnen och får en fråga. Om deltagaren inte kan svaret kan han/hon få hjälp av en person i kuben. Deltagaren får totalt 45 sekunders hjälp. För varje rätt svar får deltagaren 2 000kr, och för varje fel svar förlorar han/hon 1 000kr.
Om svaret är fel kan de andra deltagarna chansa och svara. Efter att alla deltagare har haft sin minut av hjälp åker den person som har tjänat minst pengar ut ur tävlingen.
Notera: I avsnitt 1 fick deltagarna totalt en minuts hjälp, medan i avsnitt 2 fick de 45 sekunders hjälp.

### Omgång 3 - Duellen
Programledaren ställer en fråga till de två kvarvarande deltagarna. Sedan öppnas kuben direkt och en person visar svaret genom charader. Den av deltagarna som kan svaret trycker på knappen och svarar. Om han/hon svarar rätt får han/hon 4 000 kronor och är det fel förlorar han/hon 2 000 kronor. Deltagarna får totalt två minuter. Den som har skramlat ihop flest pengar går vidare till finalen.

### Omgång 4 - Finalen
Vinnaren väljer en av personerna som har hjälpt deltagarna under programmet. Den personen väljer då en av fyra kategorier. Deltagaren får frågan och har en minut på sig att svara. Kan deltagaren svaret utan hjälp får hon/han hela vinstsumman själv. Om deltagaren inte kan svaret trycker han/hon på knappen och personen i kuben visar då svaret med charader. Svarar deltagaren rätt med charadpersonens hjälp delar de på vinstsumman.